# Les frères Rancourt

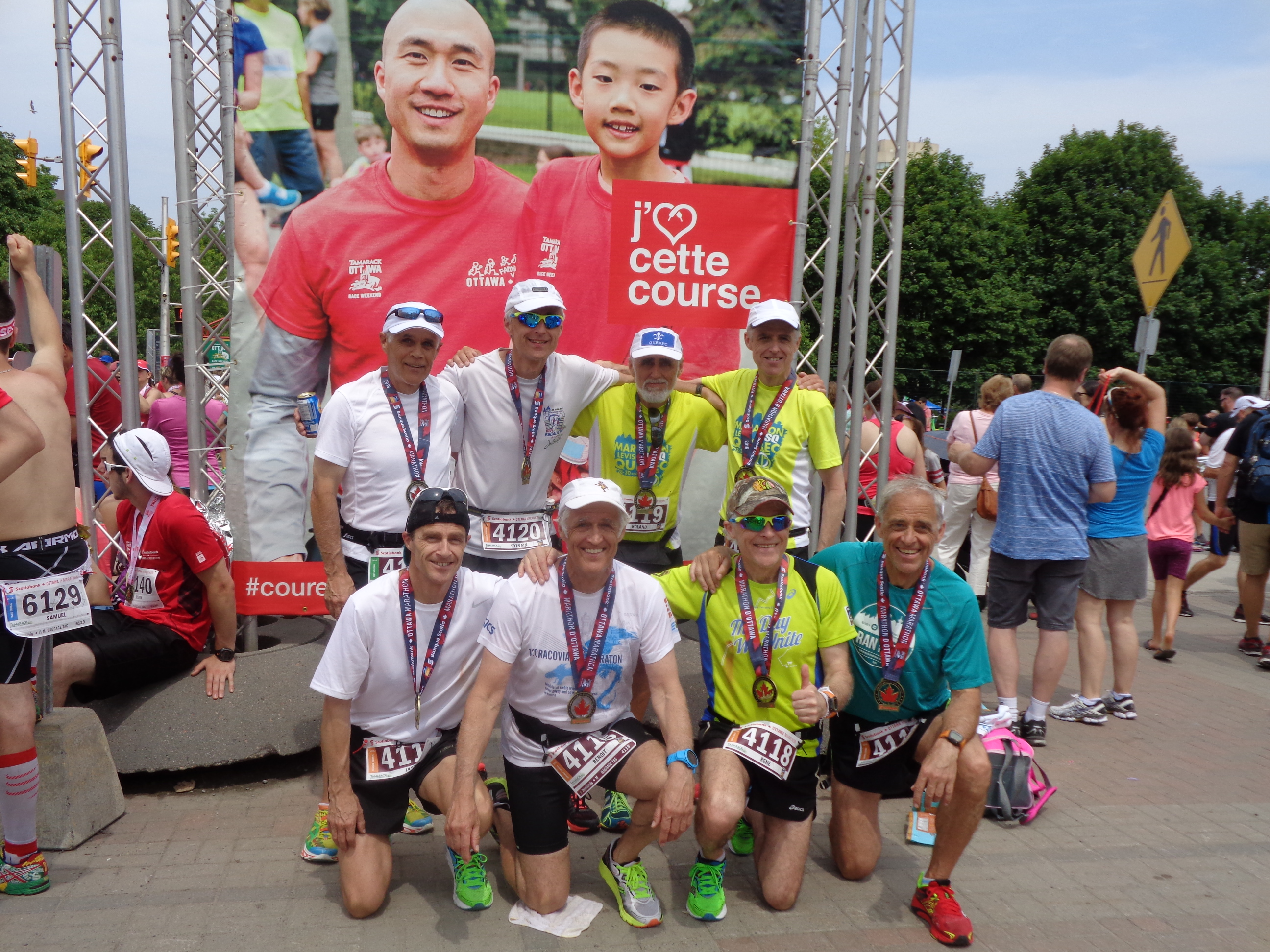
Les huit frères au marathon d'Ottawa

Les frères Rancourt sont un groupe de frères marathoniens âgés entre 56 et 73 ans, originaire de Sainte-Germaine-Boulé en Abitibi-Ouest. Tous ensemble, ils ont plus de 500 marathons au compteur.

## Historique
Provenant d'une famille de douze enfants, Benoît, Bernard, Alain, Jasmin, René, Roland, Sylvain et Sylvio sont les huit qui accomplissent des marathons.
En juin 1980, le Club Optimiste de Sainte-Germaine organise une course de 20 km et de 5 km. C'est Claude Vachon ainsi que Benoît Rancourt qui mettent en place la première édition. Bernard Rancourt se joint à l'organisation en 1982 et c'est la même année que trois des huit frères participent à leur tout premier marathon, à Rouyn-Noranda. La formule tiendra jusqu'en 1991, à la suite de quelques petits changements.
En septembre 1997, le marathon de Montréal annule la course, ce qui attriste plusieurs coureurs. Bernard, Benoît ainsi que Martin Rochette prennent la décision de créer un marathon qui se déroulera en octobre de la même année, pour que les coureurs de l'Abitibi puissent avoir leur marathon. Ils offrent aussi la possibilité d'un demi-marathon. Les trois années suivantes, ils offrent une course de 21.1 km, 10 km et 5 km lors du mois d'août. En 2001, le même format de course prend forme lors du Festival du bœuf à Sainte-Germaine-Boulé au mois de juin.
Le 15 avril 2013, deux des frères Rancourt étaient présents lors des attentats du marathon de Boston. Heureusement, ils avaient fini leur course donc, aucun d'eux fut blessé.
L'année 2014 fut une année de dépassement pour un des frères. Benoît accomplit sept marathons dans sept pays différents en sept semaines. Il débuta son défi à Londres, poursuivant ensuite à Boston, Belgrade, Salzbourg, Prague, Cracovie et terminer à Ottawa. C'est son épouse qui l'accompagna lors de ce défi autour du monde.
En août 2015, sept frères Rancourt ainsi que l'une de leurs sœurs se réunissent à Québec pour le 100e marathon de Benoît. Âgé de 65 ans, il termine le marathon en quatre heures trente minutes aux côtés de ses frères, sa sœur, sa fille, son fils et l'une de ses nièces. Benoît n'était pas à son premier passage au marathon de Québec puisqu'il y participe chaque année depuis 1998.
En juillet 2019, Benoît relève un autre exploit. Il court son 150e marathon au cours du Festival H2O, à Amos. Encore une fois, il était bien entouré de sept de ses frères, de sa sœur et son conjoint ainsi que sa fille et son fils.
En 2022,  sept des huit frères se sont classés pour le mythique marathon de Boston. Le huitième frère a malheureusement raté la qualification de seulement cinq secondes.
En septembre 2023, Bernard accomplit son 100e marathon lors du marathon de Montréal. Accompagné par ses six frères, il termine sa course en 3h52min le plaçant en 12e place dans sa catégorie et 837e au total.

## Honneurs
Le 5 mai 2018, une conférence intitulée «Une famille, un sport, un village» organisée par Manon Drouin prend place dans le village de Sainte-Germaine-Boulé. Lors de la conférence, Benoît et Bernard Rancourt étaient présents pour raconter l'histoire de leurs vies de marathoniens. Permettant de promouvoir de saines habitudes de vies, les deux frères ont aussi amassé des fonds pour pouvoir par la suite, acheter une paire de chaussures neuve pour les 83 élèves de l'école du village,.
En juillet 2020, Sainte-Germaine accueillait une magnifique œuvre de Christel Bergeron intitulée Les Coureurs pour mettre en avant l'activité physique et aussi rendre hommage à la famille Rancourt. C'est plus de mille heures de travail que Mme Bergeron mit dans la création de l’œuvre. Chaque détail met en avant des traits de la famille de coureurs.

## Objectif futur
Les frères souhaitent continuer leur passion ensemble aussi longtemps qu'ils pourront. Les blessures pourraient être un facteur de risque pour eux, mais ils s'entraînent pour en éviter le plus possible. Ils adaptent leurs entraînements à chaque année.
Ils aimeraient pouvoir participer tous ensemble à l'un des marathons de Boston.